# Stikstof-14
Stikstof-14 of 14N is een stabiele isotoop van stikstof, een niet-metaal. Het is een van de twee op Aarde voorkomende isotopen van het element, naast stikstof-15 (eveneens stabiel). De abundantie op Aarde bedraagt 99,632%.
Stikstof-14 ontstaat onder meer bij het radioactief verval van koolstof-14 en zuurstof-14.
10N · 11N · 11mN · 12N · 13N · 14N · 15N · 16N · 17N · 18N · 19N · 20N · 21N · 22N · 23N · 24N · 25N